# Jikany
Jikany (a vegades apareix Jinkany) és una regió del Sudan del Sud, habitada per una fracció dels nuer (anomenats nuer jikany) a l'est de l'estat del Nil Superior. La capital regional és Nasir prop de la frontera amb Etiòpia i capital del comtat de Nasir.

## Guerra civil
Durant la segona guerra civil sudanesa (1983-2005), els nuers de Jikany i els nuers de Lou van estar enfrontats. Després d'un temps d'arranjament (2002-1009) es van tornar a deteriorar.
El gener de 1989, com a comandant del SPLA, Gordon Kong Chuol va conquerir Nasir. Just en aquesta ciutat, junt amb Riek Machar i Lam Akol, va emetre la declaració de Nasir per intentar enderrocar a John Garang, cap del Moviment Popular d'Alliberament del Sudan/Exèrcit Popular d'Alliberament del Sudan, el 28 d'agost de 1991; el moviment es va escindir en dues branques, la de Garang a Torit (Equatoria oriental prop de la frontera amb Uganda), que acceptava el manteniment d'un Sudan unit però democràtic i sense xaria, anomenat així perquè tenia la seva base a Torit, i el sector de Riek Machar, Gordon Kong i Lam Akol (els dos primers nuers i el tercer xilluq), més netament independentista, amb base a Nasir, a l'est, prop de la frontera amb Etiòpia, i que reflectia una divisió entre les dues ètnies principals, els dinka i els nuer.
El 1994 els nuer de Jinkany es van enfrontar militarment als nuer de Lou (centrats a Waat) pels drets de pesca al riu Sobat; Gordon Kong va atacar als lous i en va matar molts, però en la contraofensiva d'aquestos, van atacar Nasir que fou incendiada; Riek Machar va fer arrestar als comandants implicats en la lluita alguns dels quals foren condemnats però després perdonats i el cap dels lous, un comandant també anomenat Gordon Kong (però en aquest cas Gordon Kong Banypini) es va passar al govern a Malakal. Gordon Kong Chuol va mantenir una facció a la rodalia de Nasir.
El 1995 el MPAS-Nasir presidit per Riek Machar es va constituir en Moviment d'Independència del Sud del Sudan (MISS, conegut per les seves angleses SSIM) de base nuer, que va rebre suport encobert del govern sudanès interessat en la divisió, i que el 10 d'abril de 1996 va signar amb el govern la Carta Política que al cap d'un any, el 21 d'abril de 1997, va acabar en el tractat de pau de Khartum (conegut com a Inclusive Peace Agreement). Gordon Kong, nadiu de Nasir, que es va adherir a l'acord, fou nomenat com un dels comandants principals de la South Sudan Defence Forces (nom que van rebre les forces militars de les faccions que havien signat l'acord amb el govern) i el 1998 va començar a rebre subministraments del govern. Kong de fet va esdevenir cap d'una milícia de nuers que va començar a actuar independentment a la zona de Nasir. El 2000, quan Riek Machar va dimitir del govern de Sudan i va convertir les seves forces en les Forces de Defensa Popular del Sudan i al moviment polític en Front Democràtic Popular del Sudan, es va traslladar a la regió de Jinkany, que era el lloc que li donava major suport (de fet l'únic lloc on encara mantenia cert suport).